# Amt Schlieben
Amt Schlieben är ett kommunalförbund (tyska: Amt) i Tyskland, beläget i Landkreis Elbe-Elster i förbundslandet Brandenburg. I Amt Schlieben ingår fem kommuner: staden Schlieben, som är administrativ centralort, samt kommunerna Fichtwald, Hohenbucko, Kremitzaue och Lebusa. Den sammanlagda befolkningen uppgår till 5 609 invånare (2012) på en yta av 209,68 km². 

## Befolkning
| År   | Invånare |
| ---- | -------- |
| 1875 | 6 874    |
| 1890 | 6 746    |
| 1910 | 6 470    |
| 1925 | 6 489    |
| 1933 | 6 470    |
| 1939 | 6 200    |
| 1946 | 9 812    |
| 1950 | 9 957    |
| 1964 | 8 434    |
| 1971 | 8 330    |

| År   | Invånare |
| ---- | -------- |
| 1981 | 7 658    |
| 1985 | 7 545    |
| 1989 | 7 288    |
| 1990 | 7 193    |
| 1991 | 7 125    |
| 1992 | 7 107    |
| 1993 | 7 217    |
| 1994 | 7 202    |
| 1995 | 7 164    |
| 1996 | 7 110    |

| År   | Invånare |
| ---- | -------- |
| 1997 | 7 131    |
| 1998 | 7 116    |
| 1999 | 6 790    |
| 2000 | 6 743    |
| 2001 | 6 637    |
| 2002 | 6 616    |
| 2003 | 6 507    |
| 2004 | 6 413    |
| 2005 | 6 292    |
| 2006 | 6 104    |

| År   | Invånare |
| ---- | -------- |
| 2007 | 6 030    |
| 2008 | 5 946    |
| 2009 | 5 854    |
| 2010 | 5 779    |
| 2011 | 5 651    |
| 2012 | 5 609    |
| 2013 | 5 531    |
| 2014 | 5 458    |
| 2015 | 5 369    |
| 2016 | 5 303    |

| År   | Invånare |
| ---- | -------- |
| 2017 | 5 242    |
| 2018 | 5 239    |
| 2019 | 5 267    |
| 2020 | 5 233    |

Detaljerade källor anges i Wikimedia Commons..